# Narvskaja
Narvskaja (in russo:Нарвская, traslitterazione anglosassone: Narvskaya) è una stazione della Linea Kirovsko-Vyborgskaja, la Linea 1 della Metropolitana di San Pietroburgo. È stata inaugurata il 15 novembre 1955.